# Dorfkirche Langenchursdorf

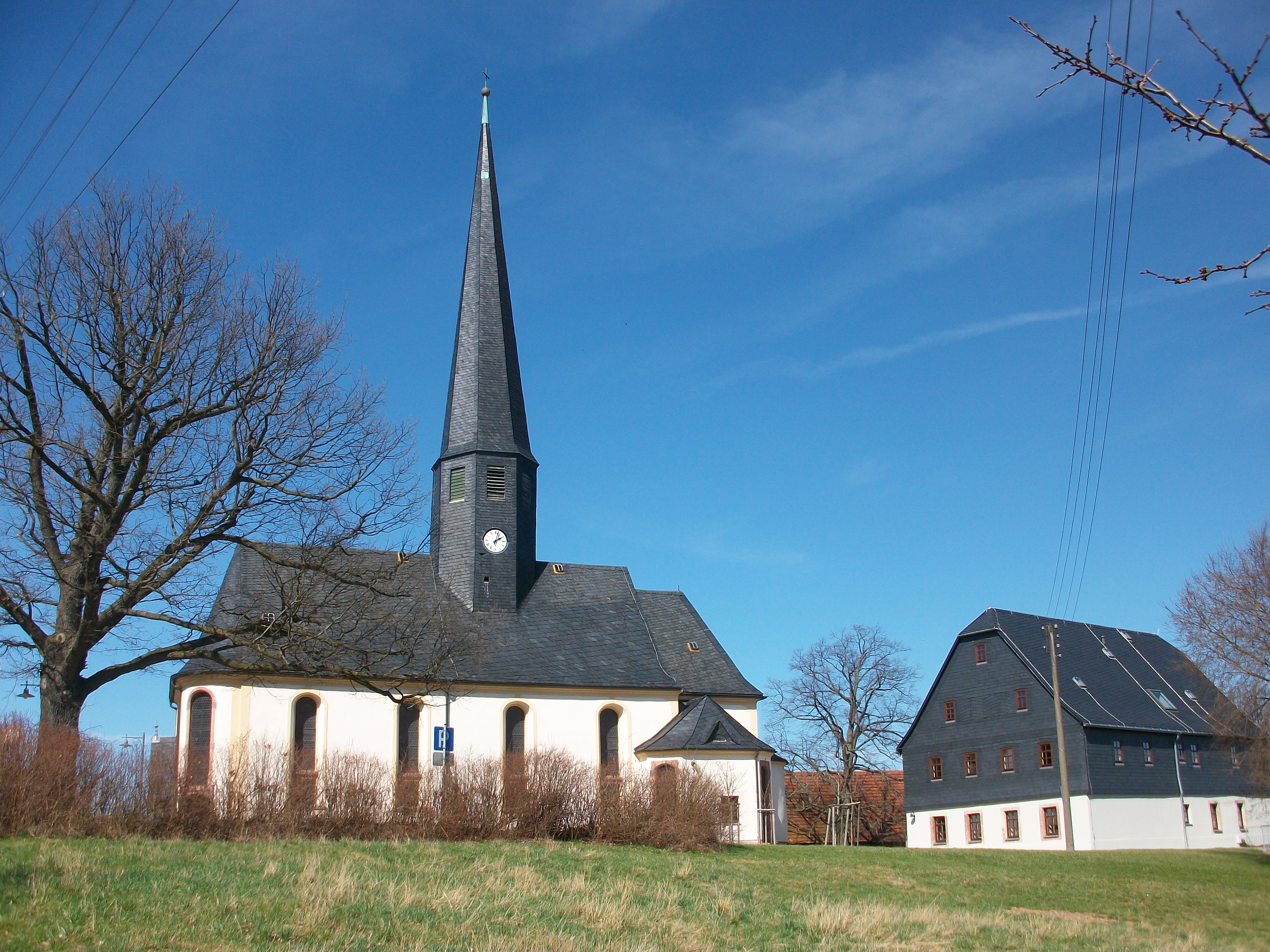
Kirche Langenchursdorf

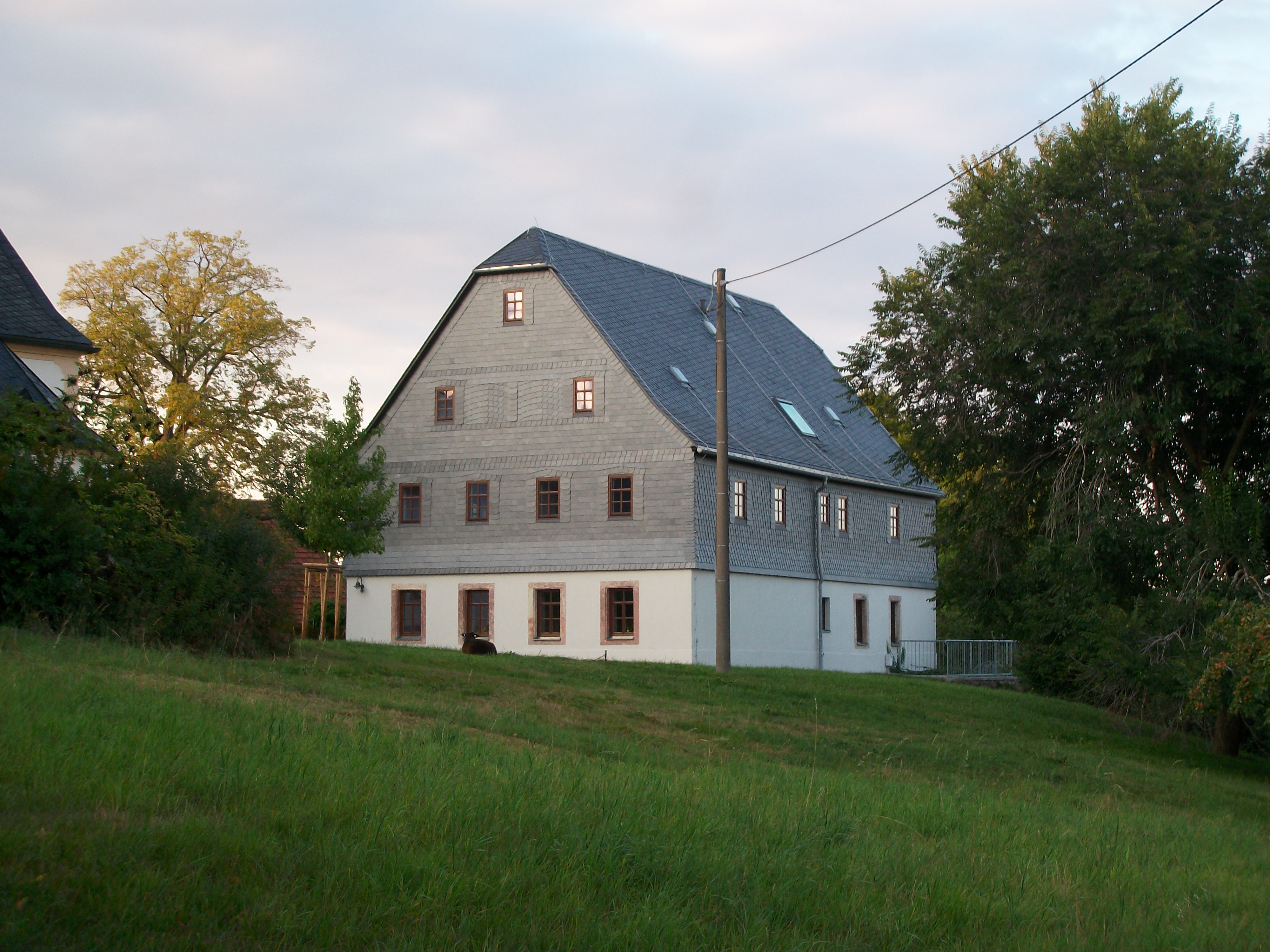
Diakonat

Die evangelische Dorfkirche Langenchursdorf ist eine barocke, mehrfach umgebaute Saalkirche im Ortsteil Langenchursdorf von Callenberg im Landkreis Zwickau in Sachsen. Sie gehört zur Kirchengemeinde Langenchursdorf-Langenberg im Kirchenbezirk Zwickau der Evangelisch-Lutherischen Landeskirche Sachsens.

## Geschichte und Architektur
Das Bauwerk ist eine an Stelle eines romanischen Vorgängerbauwerks vom Anfang des 13. Jahrhunderts unter Einbeziehung des mittelalterlichen Chors 1684 errichtete Saalkirche mit hohem turmartigem Dachreiter. Durchgreifende Umbauten erfolgten 1796 und im 19. Jahrhundert. Im Jahr 1902 wurden eine Verlängerung und Wiederherstellung des Zustandes vor 1796 vorgenommen, kleinere Umbauten im Innern wurden 1972, eine Restaurierung 1995 durchgeführt.
Das Bauwerk ist ein Putzbau mit Walmdach, der eingezogene Chor endet in einer großen Apsis. Die Kirche ist ein flachgedeckter, lichter Saal; ein Triumphbogen führt zum leicht erhöhten Chor. An drei Seiten sind Emporen eingebaut.

## Ausstattung
Die wichtigsten Werke der Ausstattung sind zwei kleine spätgotische Schnitzaltäre aus der Altenburger Werkstatt des Jakob Naumann mit dem für ihn charakteristischen heiteren und zugleich anmutigen Figurentypus (vergleichbar mit den Figuren der Kirche in Langenberg (Callenberg), Chemnitzer Land). Der Marienaltar, bezeichnet mit der Jahreszahl 1500, zeigt im Schrein eine Mondsichelmadonna mit den Heiligen Katharina und Barbara. In den Flügeln sind Jacobus der Jüngere, Judas Thaddäus (?), Martin und Elisabeth (?) sowie Petrus und Paulus, Georg und Laurentius dargestellt. Auf den Rückseiten der Flügel befinden sich gemalte Darstellungen der Anna selbdritt und Elisabeth von Thüringen. Der Annenaltar, bezeichnet 1505, zeigt im Schrein Anna selbdritt, Johannes den Täufer und Laurentius. In den Flügeln sind die Heiligen Wolfgang, Ursula, Martha, Cyriacus sowie Maria Magdalena, Laurentius (?), Antonius und Dorothea zu sehen. Auf den Rückseiten der Flügel finden sich gemalte Darstellungen von Schmerzensmann und Schmerzensmutter.
Die Orgel mit prächtigem Prospekt ist ein Werk von Johann Gotthilf Bärmig aus Werdau aus dem Jahr 1869 mit 21 Registern.
Die ursprünglichen Glocken gingen in den Weltkriegen verloren und wurden 1966 durch ein neues Geläut aus Bronzeglocken mit den Schlagtönen f′, as′ und b′ ersetzt.
Ein Epitaph für Pfarrer Adam Sehling von 1636 zeigt eine gemalte Darstellung des Ehepaars in ewiger Anbetung vor dem Gekreuzigten.

## Umgebung
Benachbart liegt das ehemalige alte Diakonat mit Kirchenschule, ein südöstlich der Kirche gelegener, zweigeschossiger Putzbau mit verschiefertem Obergeschoss und Krüppelwalmdach von 1809.
Der Pfarrhof bildet ein östlich der Kirche gelegenes, reizvolles Ensemble mit Pfarrhaus und Scheune. Das Wohnhaus ist ein zweigeschossiger Putzbau mit Satteldach, der 1844/45 vom Maurermeister Heinsius aus Waldenburg erbaut wurde. Die Westfassade wird akzentuiert durch ein Sandsteinportal mit Dreiecksgiebel. Die Scheune mit Krüppelwalmdach stammt von 1763, ein in Ziegel, Bruchstein und Holz erbautes Bauwerk mit Remise, Stall und aufgedoppeltem Tor.